# 愛情避風港
是一部2013年的美國浪漫奇幻驚悚電影，由賴斯·荷士莊執導，改編自尼可拉斯·史派克的2010年英文同名小說《愛情避風港》。主演有朱利安·休、佐舒·杜咸米爾及科比·斯馬得兒。本片是演員雷德·威斯特最後一部演出的電影。本片於2013年2月14日在北美上映。

## 評價
《香港爽報》的善人給予三顆星（最高五顆），說道：「由Nicholas Sparks小說改編的《緣》片，劈頭便玩懸念，到頭來又是那些年的情路創傷，忘了與忘不了之間的折騰，末段的怪招變調，更殺觀眾一個措手不及。不過編導眼高手低，多個轉折位失圓滑，幸好有靚仔靚女擔綱主演，起碼畫面浪漫宜人，修補了故事先天不足的缺陷。如果刪減了懸疑部份，也許全片變得平淡，但會看得更舒服，反正這類片明攻拖友市場，搞多多花臣也不會吸引到新客路。」
沒有浮誇特效跟誇張劇情，整部片是美麗的風景跟樸實居民互動加上男女主盡管雙方過去都有一段悲傷過往但在因緣巧合下重燃對生活的熱情，是一部非常療癒人心的好電影。

## 外部連結
- 互联网电影数据库（IMDb）上《Safe Haven》的资料（英文）
- AllMovie上《Safe Haven》的资料（英文）